# Per Nilsson i Äspö
Per Nilsson (i riksdagen kallad Nilsson i Espö), född 12 maj 1816 i Grönby församling, Malmöhus län, död 3 december 1879 i Äspö församling, Malmöhus län, var en svensk lantbrukare och politiker.
Nilsson ägde och drev 1840–1842 Rydeholms väderkvarn i Anderslövs socken, men återgick 1842 till lantbruksskötsel, från 1856 på ett hemman i Äspö. Han förvärvade på egen hand en bildning mycket större än den för en lantbrukare på den tiden vanliga, fick flera allmänna uppdrag i hemorten, såsom ledamotskap av Malmöhus läns landsting från denna institutions införande 1863 och var från 1853 till sin död riksdagsman.
Nilsson var ledamot i bondeståndet för Torna och Bara härad vid riksdagen 1853/54, för Oxie, Skytts och Vemmenhögs härad vid de tre följande riksdagarna samt för Herrestads, Ljunits och Vemmenhögs härad vid den sista ståndsriksdagen (1865/66). Från 1867 var han ledamot av andra kammaren för Vemmenhögs härads valkrets. Vid 1856/58 års riksdag tillhörde han bevillningsutskottet och därefter, från 1859, statsutskottet till 1871 års lagtima riksdag, då han överflyttades till konstitutionsutskottet, där han hade plats till sin död. 1857, 1868 och 1869 utsågs han till statsrevisor och var 1860–1863 ledamot av styrelsen för riksbankens avdelningskontor i Malmö.
Nilsson hyste varmt intresse för kulturfrågor och statslivets lugna framåtskridande i frisinnad riktning. Bland lantmannapartiets hänsynslösaste förkämpar räknades inte denne humane forskare. Han efterlämnade ett bibliotek om 3 000 band samt vackra samlingar av mynt och nordiska fornsaker. I Skånes fornminnesförenings tidskrift, årgång 1871, finns en uppsats av Nilsson kallad Gamla seder och bruk bland allmogen inom Vemmenhögs härad vid början af 19:de seklet.